# Богуславиці (Лодзинське воєводство)
Богуславиці (пол. Bogusławice) — село в Польщі, у гміні Вольбуж Пйотрковського повіту Лодзинського воєводства.
Населення — 489 осіб (2011).
У 1975-1998 роках село належало до Пйотрковського воєводства.

## Демографія
Демографічна структура станом на 31 березня 2011 року:
|          | Загалом | Допрацездатний вік | Працездатний вік | Постпрацездатний вік |
| -------- | ------- | ------------------ | ---------------- | -------------------- |
| Чоловіки | 248     | 49                 | 170              | 29                   |
| Жінки    | 241     | 47                 | 143              | 51                   |
| Разом    | 489     | 96                 | 313              | 80                   |